# Amsler-Insel
Die Amsler-Insel ist eine unregelmäßig geformte Insel im Palmer-Archipel vor der Westküste der Antarktischen Halbinsel. Sie liegt zwischen der Loudwater Cove und dem Arthur Harbour unmittelbar vor der Küste der Anvers-Insel. Der Norsel Point bildet den nordwestlichen Ausläufer der Amsler-Insel.
Jahrzehntelang wurde die Insel als Teil der Anvers-Insel kartiert, da der Marr-Piedmont-Gletscher deren östlichen Teil überdeckte. Ein rascher Rückgang des Gletschereises im Jahr 2005 legte einen mehrere hunderte Meter breiten Wasserweg zwischen der Anvers- und der Amsler-Insel frei, der inzwischen als Amsler-Passage bekannt ist, und offenbarte hierdurch die eigentliche Natur dieses Objekts. Das Advisory Committee on Antarctic Names benannte die Insel im Jahr 2007 nach dem Ehepaar Charles und Margaret Amsler, die als Meeresbiologen des United States Antarctic Program seit 1979 über fast drei Jahrzehnte im Gebiet der Anvers-Insel tätig waren.